# Diocèse de l'Eure
Cet article court présente un sujet plus développé dans : Diocèse d'Évreux.
Le diocèse de l'Eure ou, en forme longue, le diocèse du département de l'Eure est un ancien diocèse de l'Église constitutionnelle en France.
Créé par la constitution civile du clergé de 1790, il est supprimé à la suite du concordat de 1801. Il couvrait le département de l'Eure. Le siège épiscopal était Évreux.
- Notices d'autorité :   - VIAF
  - BnF (données)